# Leonardo Gil
Leonardo Roque Albano Gil (Río Gallegos, 31 maggio 1991) è un calciatore argentino, centrocampista dell'Huracán.

## Caratteristiche tecniche
Gioca come centrocampista centrale.

## Carriera
Il 16 gennaio 2025 viene acquistato dall'Huracán.

## Palmarès

### Club

#### Competizioni nazionali
- Copa Argentina: 1

Rosario Central: 2017-2018
- Copa Chile: 2

Colo-Colo: 2021, 2023
- Supercoppa del Cile: 2

Colo-Colo: 2022, 2024
- Campionato cileno: 2

Colo-Colo: 2022, 2024